# Netivot
Netivot (tiếng Hebrew: נתיבות, tiếng Ả Rập: نتيبوت/نتيفوت) là một thành phố Israel. Thành phố thuộc quận Nam. Thành phố có diện tích 5,626 km2, dân số năm 2009 là 26.700 người.

## Lịch sử

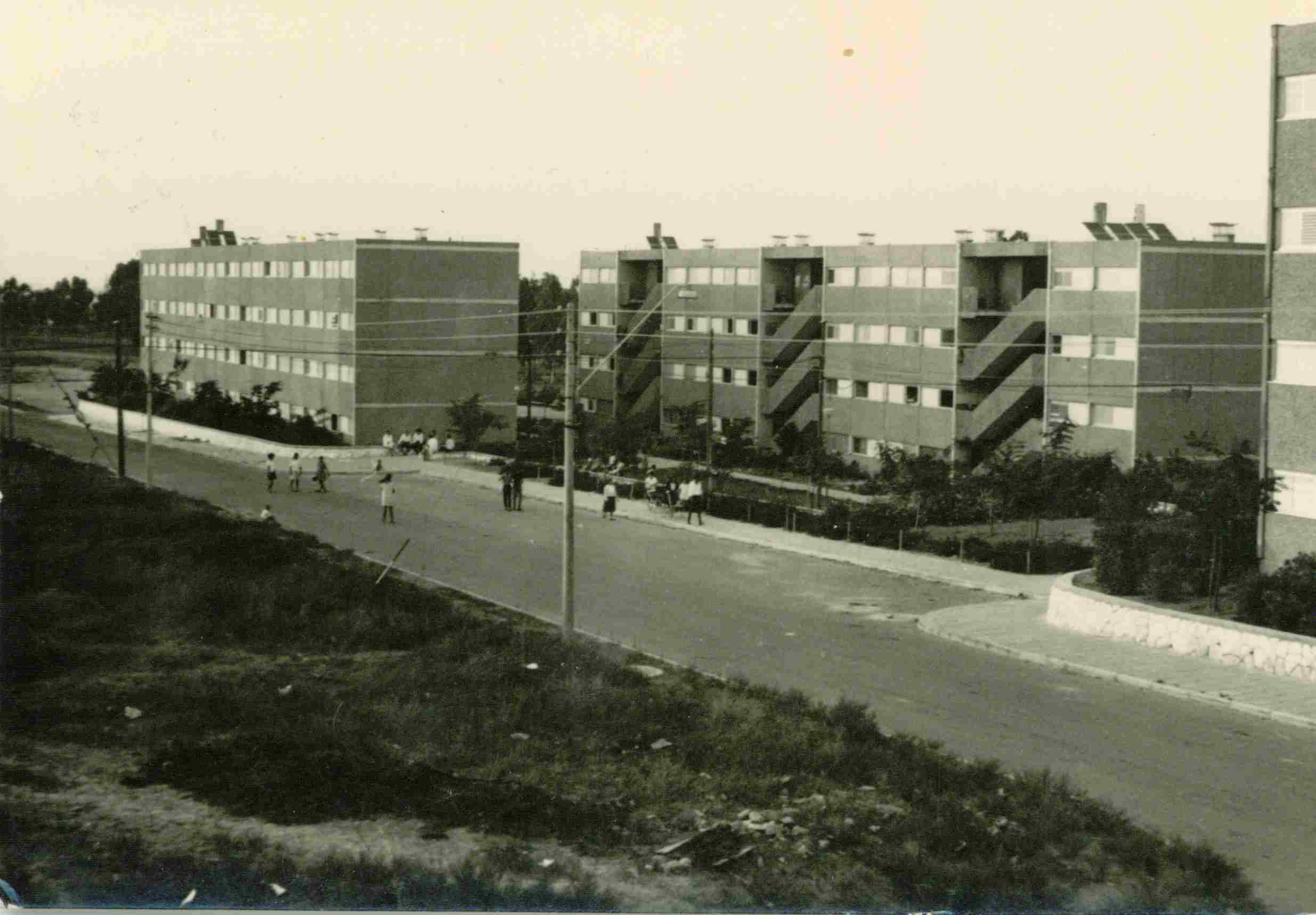
Netivot in the early days

Netivot dược thành lập vào năm 1956 như là một thị trấn phát triển trong sa mạc Negev. Những cư dân đầu tiên là những người nhập cư đến từ Maroc và Tunisia. Trong thập niên 1990, nơi này tiếp nhận thêm những người nhập cư đến từ Nga và Ethiopia. Trong nhiều năm, Netivot đã từng có tỉ lệ thất nghiệp cao. Kể từ năm 2008, Netivot đã trở thành mục tiêu của các tên lửa Grad đến từ Gaza. Năm 2012, một trái rocket phát nổ gần một trường học trong thành phố.
Di tích nổi bật của thành phố là ngôi mộ của Baba Sali, một kabbalist người Moroccan được chôn cất tại đây.